# Дори (река)
Дори́ — трансграничная река, протекающая по территории пакистанской провинции Белуджистан и афганских провинций Кандагар и Гильменд. Основные притоки — Тарнак, Аргастан (правые).
Длина — 227 км, по прямой — 200 км, коэффициент извилистости — 1,13 %, сумма длин русловых образований 1321 км. Площадь водосбора — 32000 км². Высота истока — 1720 м, устья — 890 м. Средний уклон — 0,37 %.